# Galerie des Proues
La galerie des Proues est une voie située dans le quartier du Palais-Royal du 1er arrondissement de Paris.

## Situation et accès
La galerie, située à l'est du bâtiment sud du Palais-Royal, sous le ministère de la Culture et en angle droit avec le bâtiment du Conseil d'État, fait face aux colonnes de Buren.
La galerie des Proues est desservie à proximité les lignes 1 et 7 à la station Palais Royal - Musée du Louvre, ainsi que par les lignes 21, 67, 72, 74, 76 et 85 du réseau de bus RATP.

## Origine du nom
Elle doit son nom aux proues de bateaux qui ornaient le palais de résidence du cardinal de Richelieu — en raison de sa fonction de charge de surintendant de la Navigation —, alors appelé « Palais-Cardinal », dont elle constitue l'unique vestige d'origine après l'incendie de 1763.

## Historique
La galerie est l'une des galeries à péristyle de l'actuel Palais-Royal. 

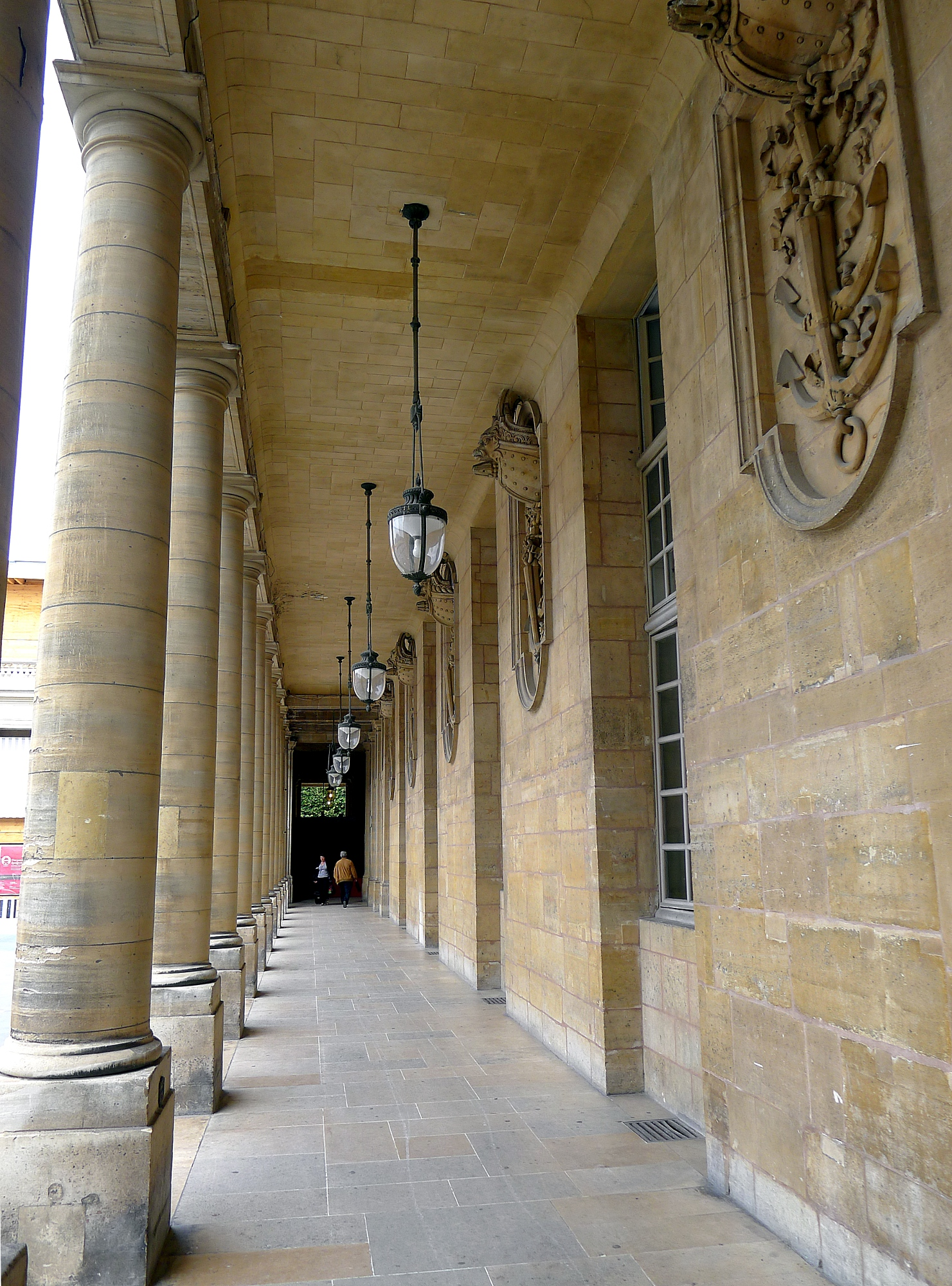
Vue de la galerie et des « proues » de navires.